# Sacramentskerk (Amsterdam)
De Heilig Sacramentskerk is een kerkgebouw aan de Kometensingel 152 in Tuindorp Oostzaan in Amsterdam-Noord. De kerk werd gebouwd in 1952 als rooms-katholieke kerk. 
Het is een voorbeeld van een kerk in de stijl van de Bossche School naar ontwerp van architecten Evers en Sarlemijn. Het gebouw is vrijwel gaaf in hoofdvorm, materiaalgebruik en detaillering wat betreft in- en exterieur.
De kerk verving een eerdere houten noodkerk uit 1924. In de kerk stond, op de galerij boven de ingang, een ouder orgel met neogotische kas. Bij een verbouwing in 1980 is de kerkruimte verkleind en het orgel verdwenen. In 2008 werd de kerk buiten gebruik gesteld. De kerkzaal is daarna grotendeels onttakeld. Het gebouw bleef in gebruik voor buurtactiviteiten.
De katholieke parochie in Amsterdam-Noord wilde vijf kerkgebouwen verkopen, om één nieuwe kerk te kunnen bouwen. Buurtbewoners wilden het kerkgebouw behouden voor de buurt. Lange tijd waren er sloopplannen, maar uiteindelijk verkreeg de Sacramentskerk in 2015 de status van gemeentelijk monument.